# Saint-Georges-de-Livoye
Saint-Georges-de-Livoye település Franciaországban, Manche megyében. Lakosainak száma 205 fő (2022. január 1.). Saint-Georges-de-Livoye La Chaise-Baudouin, Brécey, Notre-Dame-de-Livoye, Vernix és Tirepied-sur-Sée községekkel határos.

## Népesség
A település népessége az elmúlt években az alábbi módon változott:
| Lakosok száma | 282  | 190  | 180  | 217  | 203  | 203  | 198  | 204  | 207  | 205  |
|               | 1968 | 1982 | 1990 | 2006 | 2013 | 2015 | 2017 | 2019 | 2020 | 2022 |